# DTS-1
Dynamiczna tablica synoptyczna DTS-1 – system wizualizacji przebiegu procesu technologicznego i stanu bezpieczeństwa kopalni, opracowany w połowie lat 80. XX w. w Zakładzie Systemów Dyspozytorskich (ZB-7) z Centrum Naukowo-Produkcyjnego Elektrotechniki i Automatyki Górniczej EMAG w Katowicach.
Urządzenie doświadczalne dynamicznej tablicy synoptycznej przebadano w kopalni Murcki w 1986, natomiast prototyp zastosowano w kopalni Moszczenica w 1988. Pozytywne rezultaty doświadczalnej eksploatacji spowodowały instalację systemu w następnych kopalniach.

## Przeznaczenie
Dynamiczną tablicę synoptyczną DTS-1 tworzył zestaw 6 monitorów semigraficznych kolorowych typu TWMC-63 o przekątnej 23" i rozdzielczości 25 linii po 80 znaków. Monitory sterowane były przez mikrokomputer wyposażony ponadto w monitor monochromatyczny do prezentacji komunikatów i zestawień oraz drukarkę do sporządzania raportów.
Na planszach technologicznych (obrazach) przedstawiających poziomy, rejony, ściany itp. umieszczano symbole urządzeń technologicznych i czujników zainstalowanych na dole i powierzchni kopalni. Za pomocą atrybutów koloru, inwersji i migotania prezentowano stan kontrolowanych procesów, maszyn, urządzeń i agregatów oraz parametry charakteryzujące stan bezpieczeństwa.
Każdy z monitorów mógł prezentować inną planszę, co pozwalało dyspozytorowi swobodnie dobierać zestaw informacji aktualnie najpotrzebniejszy.
Graficzna prezentacja ułatwiała percepcję informacji powodując stopniowe zastępowanie rozwiązań poprzedniej generacji.

## Historia powstania
Od czasu pojawienia się, w połowie lat 50. XX wieku, pierwszych urządzeń dyspozytorskich do odwzorowania stanu pracy najważniejszych obiektów kopalni: kombajnów, odstawy, maszyn wyciągowych, wentylatorów głównych, rozdzielni WN, pomp głównego odwadniania itp. stosowano statyczne tablice synoptyczne z sygnalizatorami, indykacjami i wielokanałowymi rejestratorami.
Rok 1970 przyniósł godną odnotowania zmianę jakościową – statyczne tablice synoptyczne uzupełniono komputerowym systemem wspomagania dyspozytora, zwiększając zarówno zakres przetwarzania informacji jak i krąg jej odbiorców.
Komunikaty tekstowe, dostarczane przez komputerowy system wspomagania dyspozytora, ułatwiały monitorowanie procesu technologicznego i stanu bezpieczeństwa, skracając czas reakcji na istotne zmiany zachodzące w kopalni. Rosnąca liczba zdarzeń wymagających reakcji dyspozytora zwiększała liczbę komunikatów tekstowych prezentowanych na ekranach monitorów. Ograniczone pole obrazowe monitorów nie pozwalało na wyświetlenie wszystkich niezbędnych informacji, szczególnie w sytuacjach awaryjnych, kiedy istotne zdarzenia występowały jednocześnie.
Ilość informacji i sposób jej wprowadzania do świadomości powodowały szybkie zmęczenie dyspozytora. Ponieważ percepcja obrazów jest łatwiejszym sposobem przyjmowania informacji postanowiono zastąpić komunikaty tekstowe obrazami (planszami graficznymi). Zasada ta legła u podstaw przedstawionej w 1984 koncepcji dynamicznej tablicy synoptycznej, czyli zestawu barwnych monitorów graficznych pozwalających na wyświetlanie informacji technologicznych w postaci plansz (obrazów).
Opracowanie dynamicznej tablicy synoptycznej poprzedzono eksperymentami przeprowadzonymi w kopalni Murcki w 1986. Wyposażono pracujący tam system HADES w monitor semigraficzny (właściwie kolorowy odbiornik telewizyjny z wbudowanym detektorem teletekstu) z 4 planszami technologicznymi. Wprowadzona zmiana prezentowana informacji spotkała się z przychylnym przyjęciem dyspozytorów, potwierdzając trafność wybranej koncepcji oraz celowość prowadzenia dalszych prac.